# 中融·碧玉蓝天
中融·碧玉蓝天又稱中融碧玉蓝天大厦，是位於中華人民共和國上海市陸家嘴金融貿易區銀城中路、浦東南路路口的一個寫字樓，由中融集團投資，2006年下半年開盤，2008年竣工。該建築高220米，共47层，地下4层，地上43层，由江欢成等人設計。由於價格昂貴，中融·碧玉蓝天出售樓面時一度乏人問津。